# Société des missions africaines
La Société des missions africaines (SMA, Societas Missionum ad Afros), également appelée Missions africaines de Lyon, est une communauté de missionnaires catholiques, organisée en société de vie apostolique fondée en 1856 et présente sur quatre continents : Afrique, Amérique, Asie et Europe. Elle ne doit pas être confondue avec la Société des missionnaires d'Afrique (Pères blancs) fondée en 1868 par Charles Lavigerie.

## Fondation
En 1856, Melchior de Marion-Brésillac, précédemment vicaire apostolique de Coimbatore (Indes), se présente à Rome et demande à être envoyé en Afrique, de préférence au Dahomey (l'actuel Bénin). Le secrétaire de la Propagande lui demande de ne pas partir seul, mais de former une société de missionnaires qui pourra assurer une continuité. L'évêque obéit et parcourt la France, en prêchant pour rassembler du personnel et des finances. La Société des missions africaines (SMA) naît ainsi à Lyon le 8 décembre 1856. Le premier territoire confié à la jeune société est le vicariat apostolique de Sierra Leone. Six confrères se trouvent réunis à Freetown en mai 1859. Une épidémie de fièvre jaune en fait mourir cinq au cours du seul mois de juin 1859, dont l'évêque fondateur. À Lyon, Augustin Planque décide de poursuivre l'aventure. Des candidats continuent de se présenter.
En 1861, Francesco Borghero et deux confrères sont envoyés au Dahomey. Ils rayonnent dans les environs, jusqu'à Lagos (dans l'actuel Nigeria). La SMA va devoir enseigner l'anglais à ceux de ses membres qu'elle destine aux pays anglophones : elle part donc s'implanter en Irlande. La SMA recherche des sœurs qui acceptent de venir en Afrique travailler auprès des femmes et d'y ouvrir des écoles pour les filles. Après divers essais de collaboration, Augustin Planque décide de fonder sa propre société de sœurs missionnaires : l'année 1876 marque la naissance officielle des Sœurs de Notre-Dame des Apôtres (NDA). Il rêve de partir, lui aussi, pour l'Afrique noire. Il n'aura jamais l'occasion de s'y rendre. Depuis Lyon, il doit assurer la direction et la subsistance de la SMA et des NDA.
Lors de l'expulsion des congrégations en 1903, la Société des missions africaines fut une des cinq congrégations catholiques masculines autorisées à poursuivre leur activité en France. Ils étaient alors au nombre de 300 environ. Ils avaient entre autres une école apostolique à Chamalières.

## Rayonnement

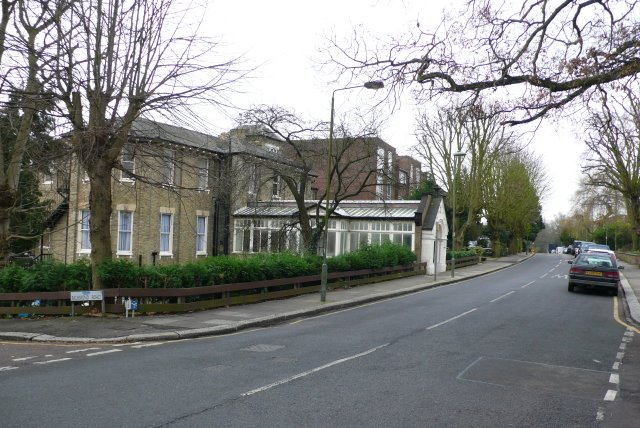
Siège de la province d'Angleterre à Londres (East Barnet).

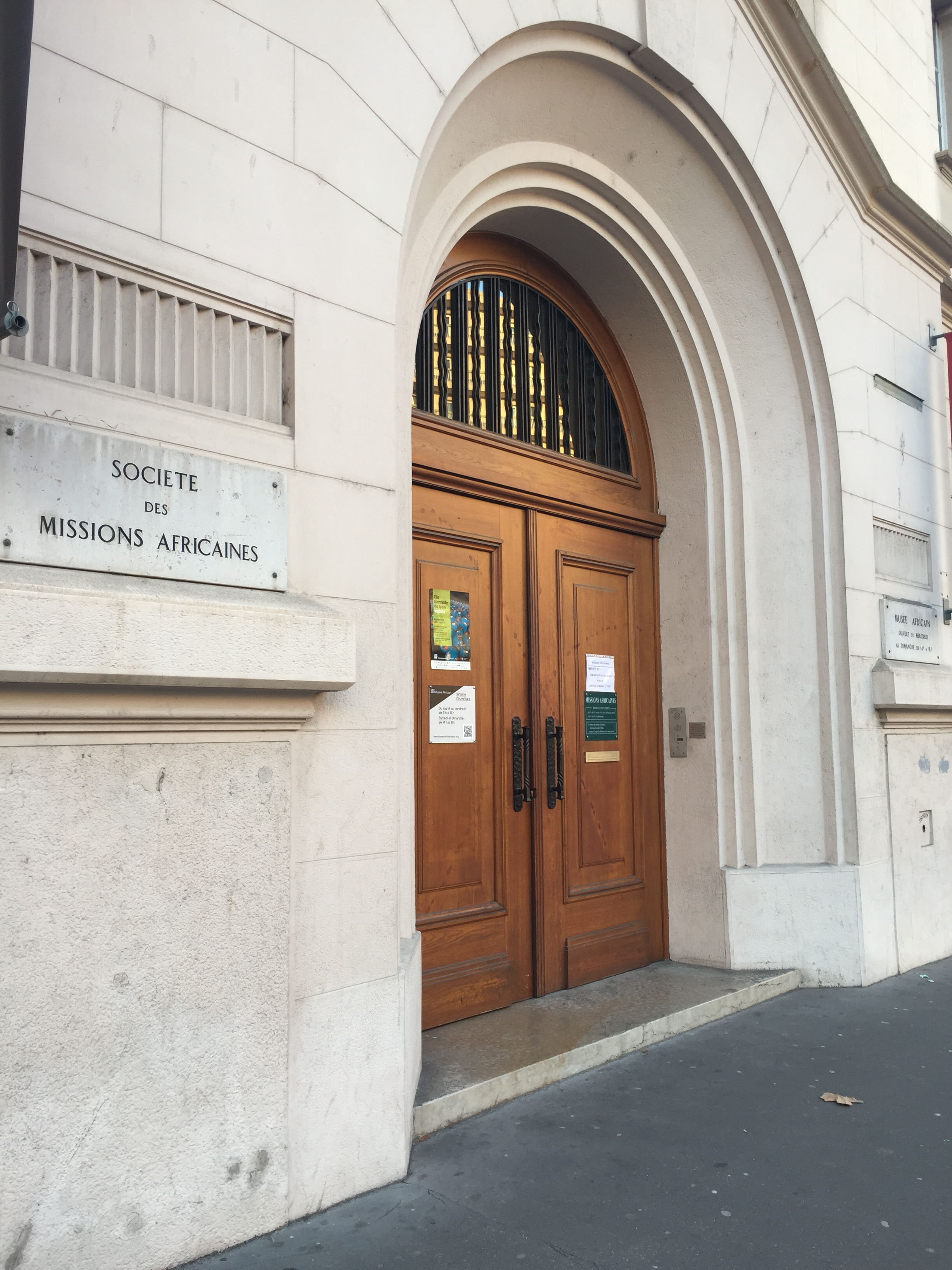
La Société des missions africaines à Lyon au 150 cours Gambetta.

La Société des missions africaines compte actuellement 901 membres et associés, prêtres et laïcs, présents au Bénin, en Côte d'Ivoire, en Égypte, au Ghana, au Liberia, au Maroc, au Nigeria, au Niger, en Centrafrique, au Togo, au Kenya, en Tanzanie, en République démocratique du Congo, en Zambie, et en Afrique du Sud. Ils sont également présents en Europe : France, Irlande, Angleterre, Pays-Bas, Italie, Pologne, Espagne ; en Amérique : Canada, États-Unis, ainsi qu'en Asie : Inde et Philippines. En 2010, les prêtres des Missions africaines ont la charge d'une centaine de paroisses. La Société des missions africaines mène notamment des actions en faveur de la santé, de la promotion de la condition de la femme, de l'accès à l'eau potable, de l'agriculture et de l'instruction. La vocation de la société est surtout la première évangélisation.
La Société des missions africaines est organisée en provinces (Grande-Bretagne, Irlande, Italie, États-Unis, Lyon et Pays-Bas), en districts (Canada, Espagne et Strasbourg), en districts-en-formation (Baie du Bénin, golfe de Guinée, Grands Lacs, Inde, Philippines, Pologne). Son administration centrale est basée à Rome où le supérieur général et son conseil veillent à l’unité et à l’animation de toute la société.

## Aujourd'hui

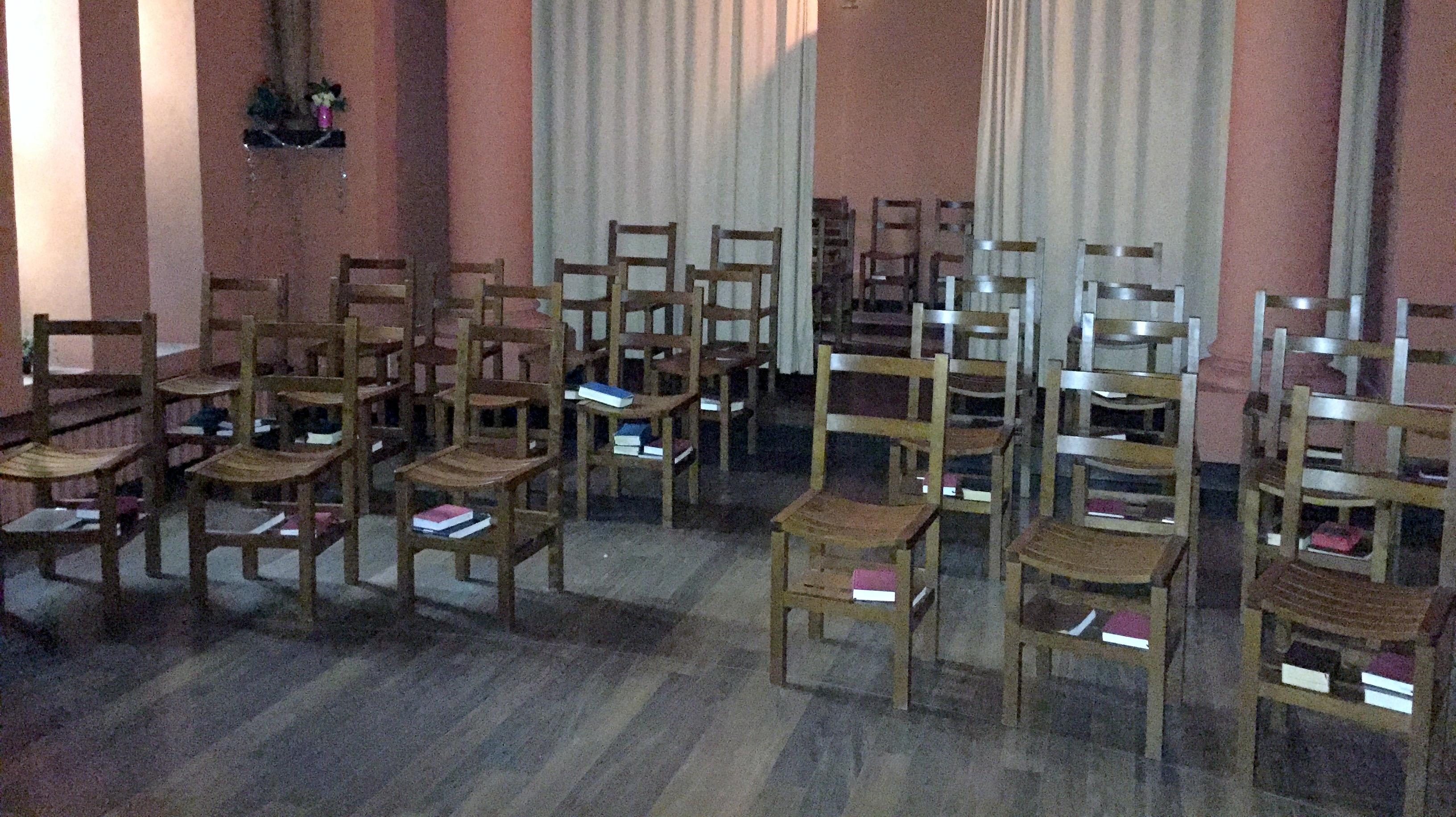
La chapelle du musée africain à Lyon.

La Société des missions africaines a culminé en 1959 avec 1 778 membres. En 1990, elle comptait encore 1 239 membres. En 2014, on recensait 920 membres (dont 763 prêtres). Environ 200 prêtres sont irlandais, et une vingtaine originaires des États-Unis. L'actuel supérieur général, Antonio Porcellato, est le premier Italien élu à cette charge.
L'assemblée générale de la SMA s'est tenue en avril 2013, travaillant notamment sur les thèmes suivants[réf. nécessaire] : « l’exigence d’être attentifs aux circonstances qu’imposent aujourd’hui les conflits armés dans les pays où [la SMA est présente], la menace de l’extrémisme religieux, spécialement dans le monde musulman, la nécessité de protéger les enfants et les adultes vulnérables, l’engagement au service de la justice, de la paix, et de l'intégrité de la création (…) ; la nécessité aujourd’hui de travailler avec les Églises locales, et non pas pour les Églises locales. En collaboration avec les autres instituts religieux, la SMA cherchera à répondre aux besoins pastoraux de ces Églises par la formation du clergé et du laïcat, et par l’implication aux domaines nouveaux d’évangélisation tels que les médias, l’accompagnement psycho-pathologique, le dialogue interculturel, etc. ».

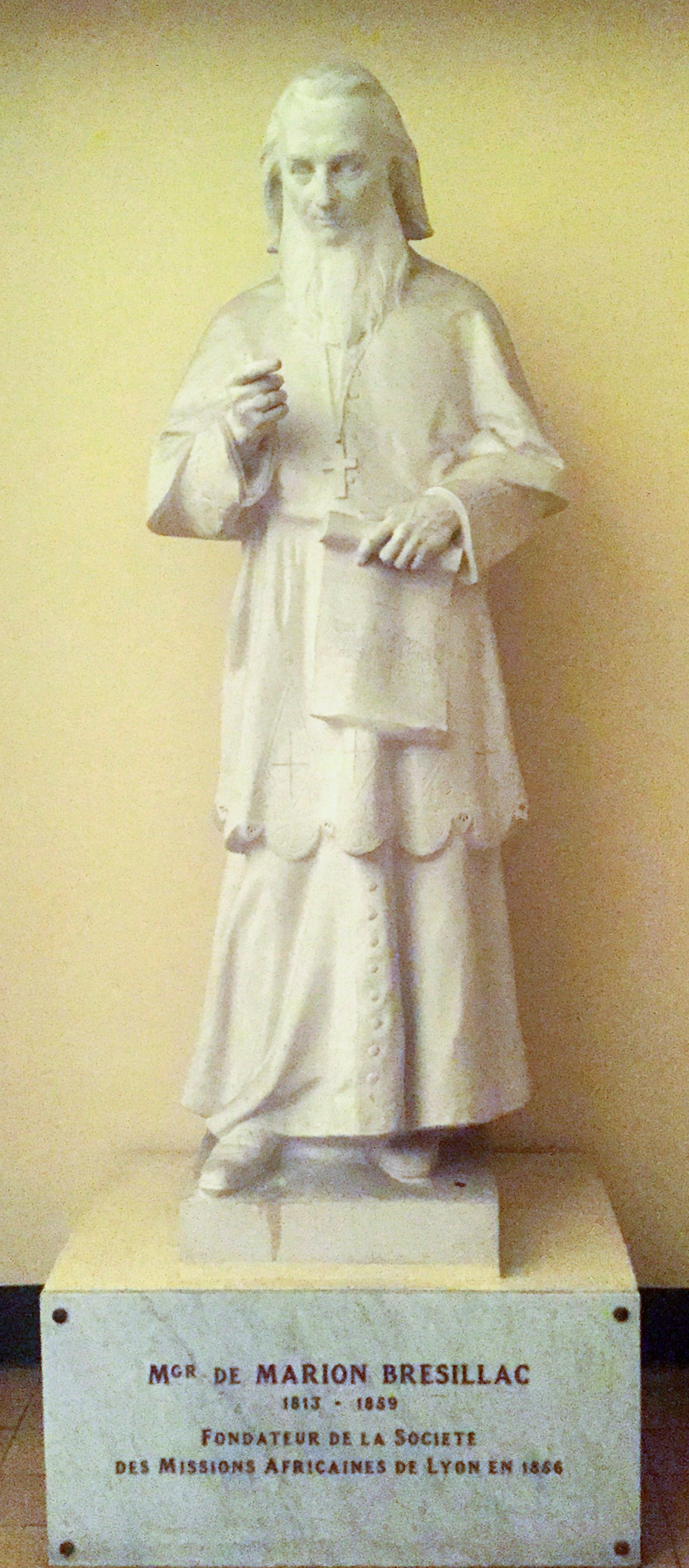
Statue de Melchior de Marion-Brésillac.

## Vicaires apostoliques issus de la Société des missions africaines
- Jean-Baptiste Boivin, vicaire apostolique de Côte d'Ivoire, puis premier archevêque d'Abidjan ;
- Tim Carroll ;
- Jean-Marie Cessou, vicaire apostolique de Lomé ;
- Jean-Baptiste Chausse ;
- Ernest Hauger, vicaire apostolique de la Côte d'Or ;
- Ignace Hummel, vicaire apostolique de la Côte d'Or ;
- Alphonse Kirmann, vicaire apostolique de Sassandra ;
- William Mahonny ;
- Melchior de Marion Brésillac, fondateur ;
- John Moore ;
- Jules Moury, premier vicaire apostolique de la Côte d'Ivoire ;
- Paul Pellet, vicaire apostolique de la baie du Bénin et supérieur général ;
- John Reddington ;
- Joseph Strebler, plus tard archevêque de Lomé ;
- Amand Hubert.

## Évêques issus de la Société des missions africaines
- Pierre Rouanet, évêque émérite de Daloa (Côte d'Ivoire) ;
- Jean Bonfils, évêque émérite de Nice ;
- Michel Cartatéguy, évêque de Niamey (Niger) ;
- Noel O'Regan, évêque émérite de Ndola (en) (Zambie) ;
- Joseph Patrick Harrington, évêque émérite de Lodwar (Kenya) ;
- Kieran O'Reilly, archévêque de Cashel et Emly, Irlande ;
- Denis Kofi Agbenyadzi, évêque de Berbérati (République centrafricaine) ;
- Nestor Désiré Nongo Azigbia, évêque de Bossangoa (République centrafricaine) ;
- François Gnonhossou, évêque de Dassa-Zoumè (République du Bénin).

## Supérieurs généraux
- 1859-1907 : Augustin Planque ;
- 1907-1914 : Paul Pellet ;
- 1914-1919 : Auguste Duret ;
- 1919-1933 : Jean-Marie Chabert ;
- 1933-1937 : Auguste Bruhat ;
- 1937-1947 : Maurice Slattery ;
- 1947-1958 : Stephen Harrington ;
- 1958-1973 : Henri Monde ;
- 1973-1983 : Joseph Hardy ;

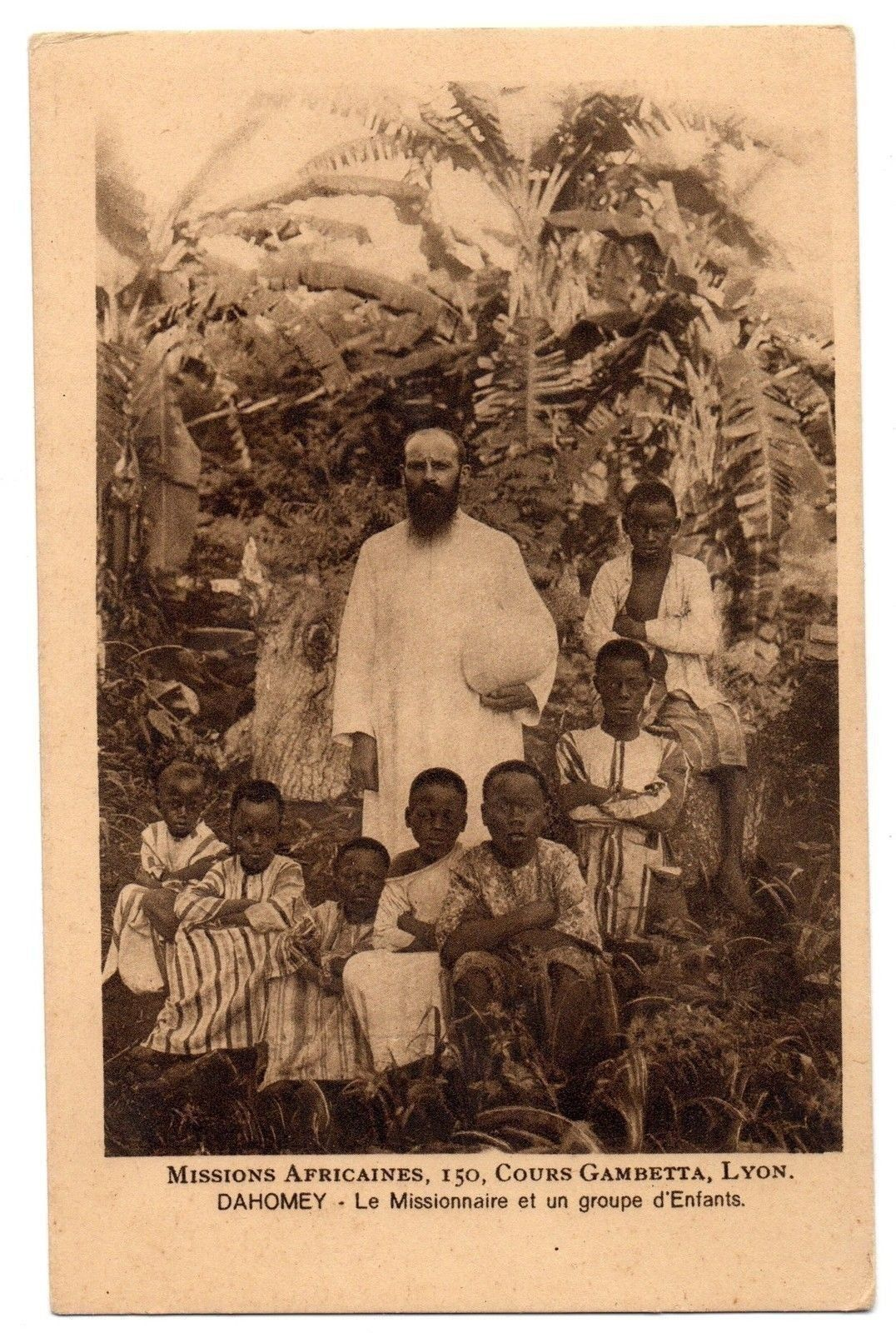
Missionnaire de la SMA au Dahomey (1930).

- 1983-1995 : Joseph Patrick Harrington ;
- 1995-2001 : Daniel Cardot ;
- 2001-2010 : Kieran O'Reilly ;
- 2010-2013 : Jean-Marie Guillaume ;
- 2013-2019 : Fachtna O'Driscoll ;
- Depuis le 16 mai 2019 : Antonio Porcellato[5];
- Depuis le 28 mai 2025 : François Hervé du Penhoat .

## Adresses
- Province de Lyon : Société des missions africaines (SMA), 150 cours Gambetta, 69007 Lyon-France.